# Nils Holmström (politiker)
Nils Holmström, född 28 juni 1884 i Bollnäs, död 4 maj 1949 i Gävle, var en svensk militär och riksdagsledamot tillhörande högern.
Holmström blev underlöjtnant vid Hälsinge regemente 1906, kapten 1921, på övergångstat 1926, major i armén 1934. Han var ledamot av riksdagens andra kammare 1921–1936 (ekonomideputerad 1925–1934, suppleant i konstitutionsutskottet 1929–1933, i andra lagutskottet 1934–1935, i statsutskottet 1936, ordförande i andra tillfälligt utskott 1925–1928), första kammaren från 1937 (suppleant i statsutskottet 1937, ledamot av bankoutskottet 1938–1941, konstitutionsutskottet från 1941, försvarsutskottet 1942 och statsrevisor 1940–1942, vice ordförande 1942).
Holmström var vice ordförande i stadsfullmäktige i Gävle stad samt ordförande i stadsfullmäktiges högergrupp och i fattigvårdsstyrelsen. Han var Gävle stads representant i direktionen för Mellersta Sveriges kommunalförbund, ordförande i dess direktion och i styrelsen för dess arbetshem för män, ordförande i lokalstyrelsen för Gävle högre allmänna läroverk och ledamot av poliskollegiet. Han var styrelseledamot för Svenska fattigvårds- och barnavårdsförbundet, vice ordförande i styrelsen för dövstumskolan i Gävle och i Gävleborgs läns fattigvårdsförbund, ledamot av svenska kommittén för nordiskt filantropiskt samarbete, vice ordförande i Gävleborgs läns orkesterförening, ordförande i styrelsen för Gävleborgs skytteförbund, ordförande i Gävle-Dala travsällskap, i AB Gävle Travbana och i Gävleborgs läns högerförbund och vice ordförande i Föreningen pensionerade statstjänstemän. Nils Holmström är begravd på Gamla kyrkogården i Gävle.